# Shane Abbess
Shane Abbess és un cineasta australià més conegut per fer les pel·lícules Gabriel i Infini.
Durant un temps va estar vinculat a dirigir Codi font i The Dark Crystal 2.

## Filmografia
- Gabriel (2007) – escriptor, productor, director
- Infini (2015) – escriptor, productor, director
- Terminus (2015) – productor executiu
- The Osiris Child: Science Fiction Volume One (2016) - escriptor, director